# Rajd Portugalii 2001
Rezultaty Rajdu Portugalii (35º TAP Rallye de Portugal), eliminacji Rajdowych Mistrzostw Świata w 2001 roku, który odbył się w dniach 8 marca - 11 marca. Była to trzecia runda czempionatu w tamtym roku i druga szutrowa, a także trzecia w Production World Rally Championship. Bazą rajdu było miasto Santa Maria da Feira. Zwycięzcami rajdu została fińska załoga Tommi Mäkinen i Risto Mannisenmäki w Mitsubishi Lancerze Evo VI. Wyprzedzili oni Hiszpanów Carlosa Sainza i Luísa Moyę w Fordzie Focusie WRC oraz Finów Marcusa Grönholma i Timo Rautiainena w Peugeocie 206 WRC. Z kolei w Production WRC zwyciężyli Portugalczycy Pedro Dias da Silva i Mário Castro, jadący Mitsubishi Carismą GT.
Rajdu nie ukończyło sześciu kierowców fabrycznych. Kierowca Forda Focusa WRC Brytyjczyk Colin McRae odpadł na 8. odcinku specjalnym z powodu awarii układu mechanicznego. Norweg Petter Solberg jadący Subaru Imprezą WRC zrezygnował z jazdy na 9. odcinku specjalnym na skutek awarii zawieszenia. Kierowca Mitsubishi Carismy GT Evo VI Belg Freddy Loix odpadł na tym 15. oesie na skutek awarii skrzyni biegów. Rajdu nie ukończyli dwaj kierowcy Škody Octavii WRC, Niemiec Armin Schwarz i Belg Bruno Thiry, którzy odpadli odpowiednio na 2. odcinku i 1. odcinku specjalnym. Niemiec miał awarię sprzęgła, a Belg - układu elektrycznego. Kierowca Peugeota 206 WRC Fin Harri Rovanperä zrezygnował z jazdy na 13. oesie z powodu awarii silnika.

## Klasyfikacja ostateczna
| Miejsce                     | Zawodnik                  | Pilot                     | Samochód                  | Czas                      | Strata                    | Grupa                     | Punkty                    |
| WRC (pierwsza dziesiątka)   | WRC (pierwsza dziesiątka) | WRC (pierwsza dziesiątka) | WRC (pierwsza dziesiątka) | WRC (pierwsza dziesiątka) | WRC (pierwsza dziesiątka) | WRC (pierwsza dziesiątka) | WRC (pierwsza dziesiątka) |
| --------------------------- | ------------------------- | ------------------------- | ------------------------- | ------------------------- | ------------------------- | ------------------------- | ------------------------- |
| 1.                          | Tommi Mäkinen             | Risto Mannisenmäki        | Mitsubishi Lancer Evo VI  | 3:46:42.1                 |                           | A8 M                      | 10                        |
| 2.                          | Carlos Sainz              | Luís Moya                 | Ford Focus WRC            | 3:46:50.7                 | +8.6                      | A8 M                      | 6                         |
| 3.                          | Marcus Grönholm           | Timo Rautiainen           | Peugeot 206 WRC           | 3:49:37.7                 | +2:55.6                   | A8 M                      | 4                         |
| 4.                          | Richard Burns             | Robert Reid               | Subaru Impreza WRC        | 3:50:06.4                 | +3:24.3                   | A8 M                      | 3                         |
| 5.                          | François Delecour         | Daniel Grataloup          | Ford Focus WRC            | 3:56:48.9                 | +10:06.8                  | A8                        | 2                         |
| 6.                          | Alister McRae             | David Senior              | Hyundai Accent WRC        | 3:58:50.5                 | +12:08.4                  | A8 M                      | 1                         |
| 7.                          | Kenneth Eriksson          | Staffan Parmander         | Hyundai Accent WRC        | 4:00:14.6                 | +13:32.5                  | A8 M                      |                           |
| 8.                          | Didier Auriol             | Denis Giraudet            | Peugeot 206 WRC           | 4:02:50.7                 | +16:08.6                  | A8 M                      |                           |
| 9.                          | Tapio Laukkanen           | Kaj Lindström             | Toyota Corolla WRC        | 4:03:18.0                 | +16:35.9                  | A8                        |                           |
| 10.                         | Pasi Hagström             | Tero Gardemeister         | Toyota Corolla WRC        | 4:06:14.6                 | +19:32.5                  | A8 TC                     |                           |
| PWRC (punktujący zawodnicy) |                           |                           |                           |                           |                           |                           |                           |
| 1. (14.)                    | Pedro Dias da Silva       | Mário Castro              | Mitsubishi Carisma GT     | 4:31:14.7                 |                           | N4                        | 10                        |
| 2. (17.)                    | Vítor Pascoal             | Duarte Costa              | Mitsubishi Lancer Evo VI  | 4:46:15.1                 | +15:00.4                  | N4                        | 6                         |
| 3. (18.)                    | Pedro Leal                | Redwan Cassamo            | Mitsubishi Lancer Evo VI  | 4:47:41.9                 | +16:27.2                  | N4                        | 4                         |
| 4. (19.)                    | Mirco Baldacci            | Maurizio Barone           | Mitsubishi Lancer Evo VI  | 4:47:56.9                 | +16:42.2                  | N4                        | 3                         |
| 5. (21.)                    | Rodrigo Ferreira          | Paulo Silva               | Mitsubishi Lancer Evo VI  | 5:12:28.2                 | +41:13.5                  | N4                        | 2                         |
| 6. (22.)                    | Paweł Dytko               | Tomasz Dytko              | Mitsubishi Lancer Evo V   | 5:15:36.6                 | +44:21.9                  | N4                        | 1                         |

1. ↑  Litera M przy oznaczeniu grupy do której należy samochód oznacza, iż tylko ci kierowcy zdobywali punkty dla swoich zespołów liczonych w klasyfikacji producentów na koniec sezonu.

## Zwycięzcy odcinków specjalnych
| Dzień      | Odcinek | G. rozp. | Nazwa                  | Długość  | Zwycięzca         | Czas    | Lider rajdu     |
| ---------- | ------- | -------- | ---------------------- | -------- | ----------------- | ------- | --------------- |
| 1 (8 MAR)  | SS1     | 18:30    | Baltar Super Special   | 3.20 km  | Tommi Mäkinen     | 3:46.9  | Tommi Mäkinen   |
| 2 (9 MAR)  | SS2     | 08:38    | Vizo 1                 | 11.84 km | Harri Rovanperä   | 7:57.6  | Harri Rovanperä |
| 2 (9 MAR)  | SS3     | 08:59    | Fafe - Lameirinha 1    | 15.15 km | Tommi Mäkinen     | 10:51.8 | Harri Rovanperä |
| 2 (9 MAR)  | SS4     | 09:56    | Vieira - Cabeceiras 1  | 26.68 km | Tommi Mäkinen     | 20:36.2 | Tommi Mäkinen   |
| 2 (9 MAR)  | SS5     | 11:55    | Vizo 2                 | 11.84 km | Carlos Sainz      | 8:17.0  | Tommi Mäkinen   |
| 2 (9 MAR)  | SS6     | 12:16    | Fafe - Lameirinha 2    | 15.15 km | odcinek anulowany | -       | Tommi Mäkinen   |
| 2 (9 MAR)  | SS7     | 13:13    | Vieira - Cabeceiras 2  | 26.68 km | odcinek anulowany | -       | Tommi Mäkinen   |
| 2 (9 MAR)  | SS8     | 15:31    | Amarante               | 18.44 km | Harri Rovanperä   | 14:19.9 | Tommi Mäkinen   |
| 2 (9 MAR)  | SS9     | 16:01    | Mondim de Basto        | 22.70 km | Carlos Sainz      | 17:41.9 | Tommi Mäkinen   |
| 2 (9 MAR)  | SS10    | 18:38    | Lousada Super Special  | 3.79 km  | Carlos Sainz      | 3:19.5  | Tommi Mäkinen   |
| 3 (10 MAR) | SS11    | 08:25    | Oliveira de Hospital 1 | 24.78 km | Tommi Mäkinen     | 18:14.3 | Tommi Mäkinen   |
| 3 (10 MAR) | SS12    | 09:28    | Arganil 1              | 14.27 km | Tommi Mäkinen     | 11:13.2 | Tommi Mäkinen   |
| 3 (10 MAR) | SS13    | 09:56    | Gois 1                 | 19.62 km | Richard Burns     | 12:26.1 | Tommi Mäkinen   |
| 3 (10 MAR) | SS14    | 12:25    | Oliveira de Hospital 2 | 24.78 km | Richard Burns     | 18:42.0 | Tommi Mäkinen   |
| 3 (10 MAR) | SS15    | 13:28    | Arganil 2              | 14.27 km | Carlos Sainz      | 11:15.0 | Tommi Mäkinen   |
| 3 (10 MAR) | SS16    | 13:56    | Gois 2                 | 19.62 km | Tommi Mäkinen     | 12:33.0 | Tommi Mäkinen   |
| 3 (10 MAR) | SS17    | 15:45    | Tábua                  | 14.71 km | Tommi Mäkinen     | 11:13.3 | Tommi Mäkinen   |
| 3 (10 MAR) | SS18    | 16:40    | Mortágua               | 21.37 km | Carlos Sainz      | 15:30.1 | Tommi Mäkinen   |
| 3 (10 MAR) | SS19    | 17:15    | Aguieira               | 23.93 km | odcinek anulowany | -       | Tommi Mäkinen   |
| 4 (11 MAR) | SS20    | 08:30    | Ponte de Lima - Este   | 23.49 km | odcinek anulowany | -       | Tommi Mäkinen   |
| 4 (11 MAR) | SS21    | 09:06    | Ponte de Lima - Oeste  | 23.26 km | Carlos Sainz      | 18:19.2 | Carlos Sainz    |
| 4 (11 MAR) | SS22    | 10:10    | Ponte de Lima - Sul    | 11.15 km | Tommi Mäkinen     | 8:52.3  | Tommi Mäkinen   |

## Klasyfikacja po 3 rundach
Tabele przedstawiają tylko pięć pierwszych miejsc.

### Kierowcy
| Lp. | Kierowca          | Pkt |
| --- | ----------------- | --- |
| 1   | Tommi Mäkinen     | 20  |
| 2   | Carlos Sainz      | 16  |
| 3   | Harri Rovanperä   | 10  |
| 4   | François Delecour | 8   |
| 5   | Thomas Rådström   | 6   |

### Producenci
| Lp. | Producent                    | Pkt |
| --- | ---------------------------- | --- |
| 1   | Marlboro Mitsubishi Ralliart | 33  |
| 2   | Ford Martini                 | 20  |
| 3   | Hyundai Castrol WRT          | 8   |
| 4   | Subaru World Rally Team      | 7   |
| 5   | Škoda Motorsport             | 6   |